# Youna Dufournet
Pour les articles homonymes, voir Dufournet.
Youna Dufournet est une gymnaste artistique française, née le 19 octobre 1993 à Saumur. Elle a notamment été médaillée de bronze en saut de cheval aux Championnats du monde en 2009 et vice-championne d'Europe sur ce même agrès en 2010.
Elle a été sociétaire de l'USE Avoine/Beaumont, jusqu'en 2011, des Lucioles de Lyon jusqu'en 2013, et de l’Élan gymnique rouennais à partir de 2015. Elle prend sa retraite sportive en 2016. 

## Biographie
Youna Dufournet commence la gymnastique à l'âge de 18 mois au club d'Avoine/Beaumont  en baby-gym. Très vite passionnée, Youna Dufournet voit son nombre d'heures d'entraînement augmenter à l'âge de 8 ans ; elle enchaîne les succès et les titres. En 2006, à l'âge de 13 ans, elle rentre en équipe de France Espoir.
2008
En 2008, elle est sacrée championne d'Europe junior au saut et aux barres, et vice-championne en sol et par équipes.
2009
Lors des Jeux méditerranéens 2009, elle remporte cinq des huit médailles françaises glanées en gymnastique artistique féminine (18 sur l'ensemble des épreuves de gymnastique), dont 4  en or.
Elle confirme lors des championnats du monde de gymnastique artistique 2009 durant lesquels elle se classe 5e du concours général individuel avant de prendre la médaille de bronze au saut de cheval.  
2010
Elle remporte une médaille d'argent aux championnats d'Europe de gymnastique artistique 2010, toujours en saut de cheval. La même année, elle se blesse aux genoux après une chute sur son mouvement aux barres asymétriques au championnat de France 2010. Une longue période de convalescence commence. 
2011
Au printemps 2011, Youna quitte ses entraineurs et Avoine/Beaumont pour partir s'entrainer à Paris à l'INSEP. Elle revient à la compétition pour les championnats de France en mai 2011 où elle remporte la finale des barres et prend la 2e place par équipe avec Avoine-Beaumont.
En octobre 2011, Youna Dufournet fait son retour au niveau international lors des Championnats du monde à Tokyo sur deux agrès : la poutre et les barres asymétriques. Elle se classe 8e mondiale aux barres asymétriques. De retour des championnats du monde, Youna décide de quitter le club de d'Avoine-Beaumont pour rejoindre les Lucioles de Lyon.
2012
En janvier 2012, l'équipe de France féminine, emmenée par Youna Dufournet, se qualifie pour les Jeux olympiques de Londres lors du Test Event. Youna prend la 2e place lors de la finale des barres asymétriques. En mai 2012, Youna Dufournet et ses camarades de l'équipe de France se classent 5e au terme du concours par équipe des Championnats d'Europe à Bruxelles. Elle se qualifie en finale aux barres et la poutre. Elle fait malheureusement une erreur sur une valse et termine 8e de la finale des barres. En poutre, à cause d'une chute sur sa sortie alors qu'elle avait réussi un beau mouvement, elle finit 5e.
En juin 2012 à Nantes, Youna Dufournet est sacrée championne de France aux barres asymétriques et prend la médaille de bronze à la poutre.
Aux Jeux olympiques de Londres, Youna Dufournet est une des prétendantes au podium des barres asymétriques mais elle ne parvient pas à se qualifier pour la finale à cause d'une chute sur un lâcher de barres, une faute qu'elle qualifie de « bête ». Très déçue après cet échec, Youna Dufournet se donne alors pour objectif d'être présente aux Jeux olympiques de Rio en 2016.
2013
Youna Dufournet décide de profiter de son année post-olympique pour soigner son genou et se consacrer à ses études.
2014
Elle revient à la compétition participe aux Championnats de France Elite à Agen, où elle décroche trois titres, dont celui du concours général. Elle fait ensuite partie de l'équipe de France lors des Championnats d'Europe à Sofia, où la France termine à la 11e place par équipes et où Dufournet ne se qualifie pour aucune finale par agrès. 
Le 13 septembre dans le cadre de sa préparation pour les mondiaux, elle participe au match France/Pays-Bas/Autriche à Rouen, où la France termine 2e derrière les Pays-Bas.
La fin d'année 2014 est marquée par une 13e place au championnat du monde en Chine, ainsi qu'une participation au mémorial Grander et à la Swiss Cup. Elle termine l'année 2014 par une médaille de bronze au coupes nationales à La Roche-sur-Yon.
2015
Youna Dufournet commence l'année en participant aux Championnats de France Élite et Top 12 à Rouen. Après de superbes barres en qualifications, elle chute en finale et n'obtient donc aucune médaille.
Fin mars, elle participe à une étape de coupe du monde à Doha, où elle obtient la médaille d'or aux barres asymétriques.
En mai, elle participe à nouveau à une étape de coupe du monde, cette fois-ci à Varna. Elle termine première des qualifications aux barres asymétriques, mais avec une erreur lors de la finale, elle prend la médaille d'argent.
Le 12 mai, Youna Dufournet signe un contrat d'insertion professionnelle avec l'entreprise Vivendi. Cette aide réservée aux sportifs de haut niveau lui permet de mettre un pied dans le monde du travail mais également de pouvoir continuer à s'entraîner grâce à un emploi du temps aménagé. C'est toutefois sa dernière saison car elle annonce en juin 2016 qu'elle met un terme à sa carrière sportive.

## Palmarès

### Championnats du monde
- Londres 2009

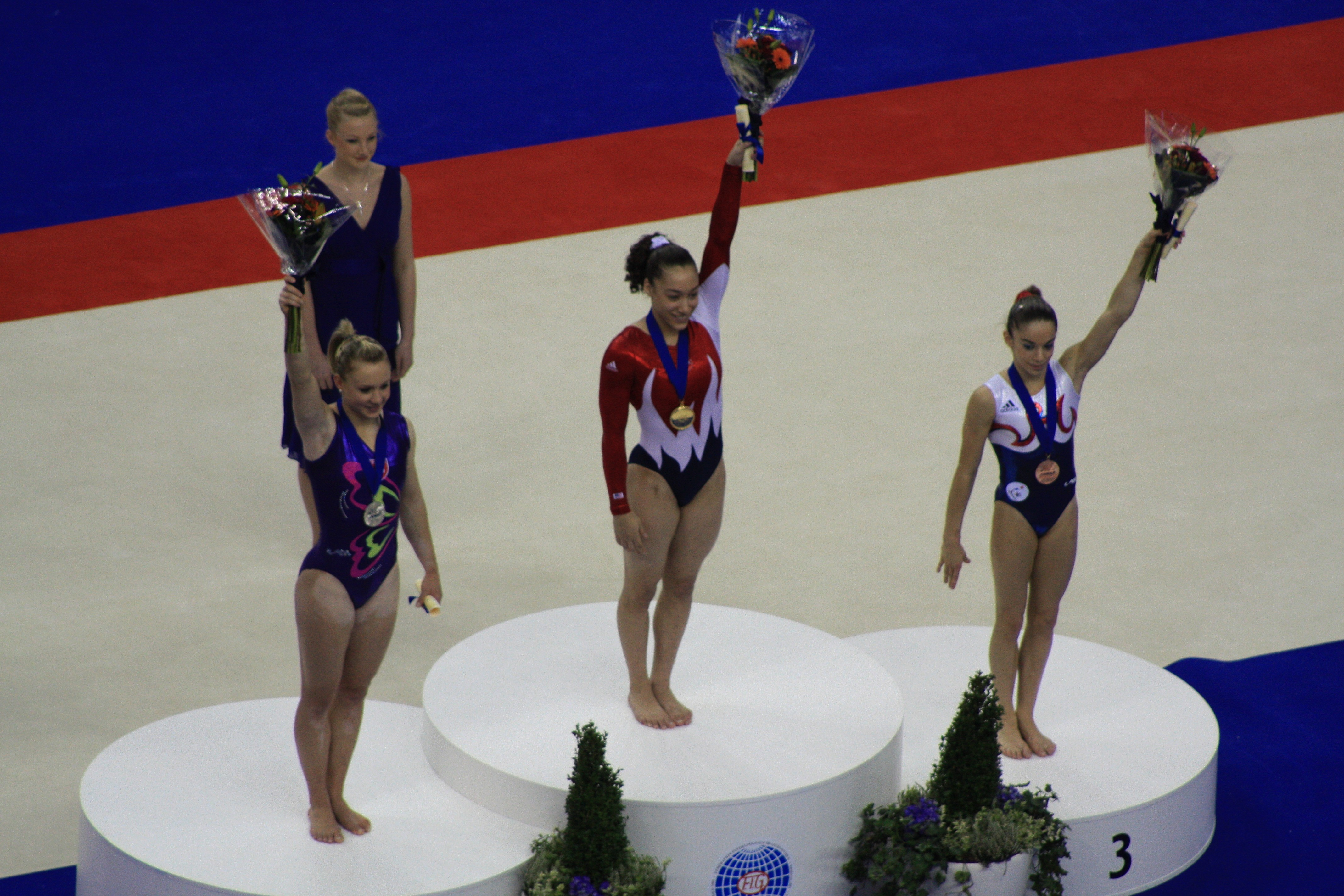
Youna Dufournet (à droite) lors de la remise des médailles du saut de cheval aux Championnats du monde 2009

  - 5e au concours général individuel.
  -  médaille de bronze au saut de cheval.
- Tokyo 2011
  - 8e aux barres asymétriques.
  - 10e au concours général par équipes.
- Nanning 2014
  - 13e au concours général par équipes

### Championnats d'Europe
- Clermont-Ferrand 2008 (Junior)
  -  médaille d'or au saut de cheval.
  -  médaille d'or aux barres asymétriques.
  -  médaille d'argent au concours général par équipe.
  -  médaille d'argent au sol.
  -  médaille de bronze au concours général individuel.
  - 5e à la poutre.

- Milan 2009
  - 4e aux barres asymétriques.
  - 19e au concours général individuel.

- Birmingham 2010
  -  médaille d'argent au saut de cheval.
  - 4e au concours général par équipes.
  - 6e aux barres asymétriques.

- Bruxelles 2012
  - 5e au concours général par équipes.
  - 5e à la poutre.
  - 8e aux barres asymétriques.

- Sofia 2014
  - 11e au concours général par équipe.
  - 23e en poutre (non finaliste).
  - 34e au saut de cheval (non finaliste).
  - 48e aux barres asymétriques (non finaliste).

### Coupe du monde
- Paris-Bercy 2010
  -  médaille d'or au saut de cheval.

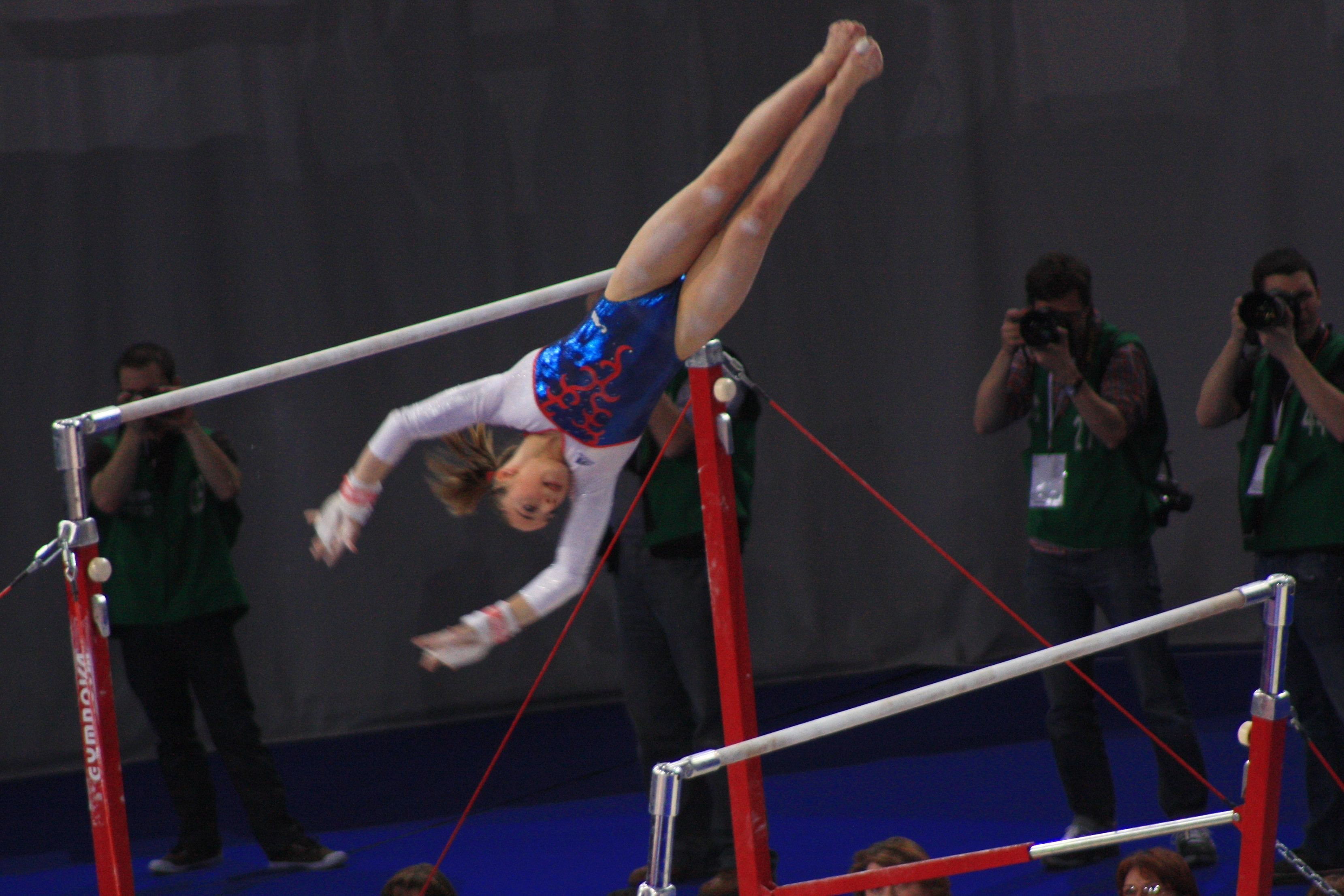
Lâcher de barre de Youna Dufournet aux Internationaux de France 2010, lors desquels elle a obtenu une médaille de bronze sur cet agrès.

  -  médaille de bronze barres asymétriques
- Doha 2015
  - médaille d'or aux barres asymétriques
- Varna 2015
  -  médaille d'argent aux barres asymétriques

### Jeux méditerranéens
- Pescara 2009,  Italie
  -  médaille d'or au concours général individuel.
  -  médaille d'or au concours général par équipes.
  -  médaille d'or au saut de cheval.
  -  médaille d'or aux barres asymétriques.
  -  médaille d'argent à la poutre.
  - 5e au sol.

### Championnats de France
- Mulhouse 2006 (Junior)
  - 5e au concours général.
- Auxerre 2007 (Junior)
  -  médaille d'or au concours général.
- Liévin 2009 (Elite)
  -  médaille d'or aux barres asymétriques.
  -  médaille d'argent au saut de cheval.
  -  médaille de bronze au sol.
  -  médaille de bronze au concours général.
- Liévin 2009 (Division nationale 1)
  -  médaille de bronze au concours général par équipes.
- Eaubonne 2009 (Intercomités)
  -  médaille d'or au concours général par équipes.
- Albertville 2010 (Division nationale 1)
  -  médaille de bronze au concours général par équipes.
- Toulouse 2011 (Elite)
  -  médaille d'or aux barres asymétriques.
  - 5e à la poutre.
- Toulouse 2011 (Division nationale 1)
  -  médaille d'argent au concours général par équipes.
- Nantes 2012 (Elite)
  -  médaille d'or aux barres asymétriques.
  -  médaille de bronze à la poutre.
- Agen 2014 (Elite)
  -  médaille d'or au concours général individuel
  -  médaille d'or aux barres asymétriques
  -  médaille d'or à la poutre

### Coupes nationales
- Nantes 2006
  -  médaille de bronze à la poutre.
  - 7e au concours général individuel.
- Toulouse 2007
  -  médaille d'or au concours général individuel.
  -  médaille d'or aux barres asymétriques.
  -  médaille de bronze à la poutre.
  - 4e en saut de cheval.
- Mulhouse 2009 (Finale de la Coupe de France)
  -  médaille d'or au concours général par équipes.
- La Madeleine 2010
  -  médaille d'argent au concours général individuel.
- La Roche sur Yon 2014
  -  médaille de bronze au concours général individuel.

### Autres
- Test Event 2012 (qualifications pour les Jeux olympiques de Londres)
  -  médaille d'argent aux barres asymétriques.
  -  médaille de bronze au concours général par équipes.